# Espéramicine
Les esperamicines sont des chromoprotéines énédiynes antibiotiques antitumoraux d'origine bactérienne. L'esperamicine A1 est le composé le plus étudié de cette classe. L'esperamicine A1 et la calicheamicine apparentées sont les deux agents antitumoraux les plus puissants connus. Les esperamicines sont des composés de clivage de l'ADN extrêmement toxiques.
L'oxygène et les capteurs de radicaux oxygénés actifs n'ont pas d'influence significative sur la rupture des brins d'ADN par l'Esperamicine, mais le clivage de l'ADN par l'Esperamicine s'accélère fortement en présence de composés thiols. Les sites de coupure préférentiels de l'Esperamicine sont au niveau des résidus de thymidylate, et la fréquence d'attaque des nucléobases (T supérieur à C supérieur à A supérieur à G) diffère de celle de la calichéamicine (C beaucoup plus grand que T supérieur à A = G), de la neocarzinostatine (T supérieur à A supérieur à C supérieur à G) ou de la bléomycine (C supérieur à T supérieur à A supérieur à G).